# Variant Alfa del SARS-CoV-2

Nombre total de seqüències B.1.1.7 per països el 25 de març de 2021
Llegendes:
Més de 10.000 seqüències confirmades
5.000–99.999 seqüències confirmades
1.000–4,999 seqüències confirmades
500–999 seqüències confirmades
100-499 seqüències confirmades
2–99 seqüències confirmades
1 seqüència confirmada
Cap o sense informació disponible

La variant Alfa, també coneguda com a llinatge B.1.1.7, és una variant preocupant del SARS-CoV-2, el virus que provoca la COVID-19. Una de les diverses variants que es creu que té una importància especial, s'estima que és del 40% al 80% (la majoria de les estimacions ocupen l'extrem mitjà-superior d'aquest rang) més transmissible que el SARS-CoV-2 de tipus salvatge i es va detectar el novembre de 2020 a partir d'una mostra presa al setembre, durant la pandèmia de la COVID-19 al Regne Unit; es va començar a estendre ràpidament a mitjan desembre i es correlaciona amb un augment significatiu de les infeccions per SARS-CoV-2 al país. Es creu que aquest augment es deu almenys en part a una o més mutacions en la proteïna S del virus. La variant també és notable per tenir més mutacions de les que es veuen normalment.
Al gener de 2021, més de la meitat de tota la seqüenciació genòmica del SARS-CoV-2 es va dur a terme al Regne Unit. Això ha donat lloc a preguntes sobre quantes altres variants importants poden circular per tot el món sense ser detectades.
El 2 de febrer de 2021, Public Health England va informar que havien detectat "[un] nombre limitat de genomes B.1.1.7 VOC-202012/01 amb mutacions E484K", que van anomenar variant preocupant 202102/02 (VOC-202102/02). Una de les mutacions (N501Y) també és present en les variants Beta i la Gamma.
El 31 de maig de 2021, l'Organització Mundial de la Salut va anunciar que la variant preocupant s'etiquetaria com a Alfa per al seu ús en les comunicacions públiques.

## Perfil genètic

Mutacions d'aminoàcids de la variant alfa del SARS-CoV-2 representades en un mapa del seu genoma amb un enfocament en l'espícula.